# DJ Sherry
DJ Sherry (* 27. August 1972 in Teheran, bürgerlich Shahrad N. Ansari, auch bekannt als SNA) ist ein deutscher DJ und Musikproduzent mit iranischen Wurzeln. Neben erfolgreichen Produktionen mit Platin- und Gold Auszeichnungen für diverse Major-Plattenfirmen, wie Sony BMG, Universal Music Group und Virgin Records hatte er zahlreiche Radio- und TV-Auftritte.

## Biographie
Seine Karriere begann in den späten 80er Jahren in Singapur, als er, im Alter von 15 Jahren, 1987 neben Bryan Richmond den legendären Breakfast Club auf Radiofusion mit veranstaltete. Diese Show wurde in den meisten asiatischen Ländern ausgestrahlt und von BBC vorgestellt.
Nachdem er nach Deutschland gekommen war, lernte er den Konzertveranstalter David Lieberberg, Bruder von Marek Lieberberg kennen, welcher ab diesem Zeitpunkt als „Ziehvater“, wie DJ Sherry ihn gerne nennt, zu seinem großen Vorbild wurde. Dieser buchte ihn für Events von Künstlern wie Tina Turner, Rod Stewart und Prince. Daraufhin wurde Gerd Schüler, dem in Deutschland mehr als 60 Clubs und Diskotheken gehören auf Sherry aufmerksam. Jobs als DJ im Vorprogramm bei Konzerten von Jay-Z, Montell Jordan, Keith Sweat waren die Folge. Von 1990 bis 2000 war er als Resident-DJ in der legendären Diskothek Dorian Gray im Flughafen Frankfurt Main.
1999 produzierte er für den deutschen Rapper Bruda Sven dessen Album Patentierte Zungenakrobatik. Der Durchbruch in die Charts gelang DJ Sherry aka SNA 1999 zusammen mit Udo Lindenberg mit dem Song You cant run away. Kurz darauf folgte mit Berlin 2000 eine weitere Produktion mit Udo Lindenberg. 2001 produzierte er für Sean Combs aka P Diddy die RnB Version des Charthits Whoa von Black Rob mit Darnell, die von Virgin Records veröffentlicht wurde.
Als Resident-DJ und Co-Founder der Veranstaltung „Yours Sunday“ im Parkcafé Wiesbaden sowie dem Cotton Club konnte er seinen ohnehin schon sehr gestiegenen Bekanntheitsgrad noch erhöhen. Von 2000 bis 2002 veranstaltete Sherry jeden Freitag mit 2000 Gästen im Capitol in Offenbach am Main, einer ehemaligen Synagoge, die zu Veranstaltungszwecken umgebaut wurde und nun Sitz der klassischen Philharmonie Frankfurt ist.
Sherry führte diverse Auftragsarbeiten für Franz Plasa aus und legte bei Events, wie beispielsweise der Formel-1-Nacht auf. 2006 war er mit Xavier Naidoo auf Tour.
Von 2003 bis heute arbeitet er an diversen Projekten mit The Product G&B (Welt-Hit Carlos Santana feat G&B – Maria Maria). 2008 legte er als Resident in der Sansibar, Frankfurt auf. 2009 ließ er jeden Samstag unter dem Motto „DJ Sherry goes Walden“ die Platten im
Club Walden in Frankfurt am Main rotieren. Von 2010 bis 2012 konnten Hip-Hop / Black Music Begeisterte zu Sherrys Beats unter dem Motto „DJ Sherry goes Sky Club“ im Sky Club, Frankfurt am Main feiern.
2013 gehörte Sherry zum Line-Up auf dem Sundown-Festival in Malaysia, bei dem etwa 20.000 Gäste feierten.
Seit 2001 ist DJ Sherry ein fester Bestandteil als Resident bei dem bekannten hessischen Musiksender Planet Radio – ein Musiksender der privaten FFH-Senderkette mit Sitz in Bad Vilbel.

## Diskografie

### Alben
- 1999 – Bruda Sven - Zungenakkrobatik
- 2000 - Darnell - Album (ProperGamble / ZYX)

### Singles
- 3P - License To Kill SNA Remix (3P / Sony) *
- Bruda Sven ft. Moses P. & Azad - Wenn ich reime (3P / Sony)
- Bruda Sven ft. Xavier Naidoo - Ein und alles (3P / Sony)
- Bruda Sven - Zungenakrobatik Album (3P / Sony)
- Bunji Garlin - The Vibes (VP / Atlantic NY)
- D-Flame - Sowas wie sie (East West)
- Darnell - WHOA Single (ProperGamble / Virgin)
- Darnell - I Bet He Don’t O.S.T. Erkan & Stefan (ProperGamble / Virgin)
- Darnell - Album (ProperGamble / ZYX) *Darnell - I Bet He Don’t / Get Yo Shit (ProperGamble)
- Darnell - Whoa! Jungle / Get Yo Shit Dirty (ProperGamble)
- Darnell - How You Gonna Act / Just Wanna Love You (ProperGamble)
- Faithless - Bring My Family Back SNA Remix (Sony)
- Hotta Ragga Allstars Executiona Sound ft. Jah-Meek, Detekta, D-Flame & Marlon B. (VIP)
- Illmatic - Here He Come SNA Mix (3P / Sony)
- Illmatic ft. Xavier Naidoo - I Got You Stripped SNA Mix (3P / Sony)
- Innuendo - Body Song PG Mix (ProperGamble / EMI Malaysia)
- Jay Z - Izzo VIP Mix (VIP)
- Keith Sweat - Your Letter MB & Flux DJ Sherry Show (VIP)
- Moses P - Wen hast Du am liebsten? SNA Remix (3P / Sony)
- Ne-Yo – ö.Remix (Motown USA)
- Queen Latifah ft. J-Luv & Marlon B. - Bin wieder da (3P / Sony)
- Ray J. ft. Lil Kim - Wait A Minute Shahragga Mix (VIP)
- Rendezvous - Basekick (mit DJ Release)
- Rodgau Monotones - Hesse Komme 2000 Remix (ZYX)
- Sabrina Setlur - Folge dem Stern (3P / Sony)
- Six & Curly - Don’t Be Good To Me Sherry Flava (Polydor)
- Tolga - Don’t You Worry (VIP)
- Udo Lindenberg ft. Freundeskreis, Gentlemen & D-Flame - Running Away (Polydor)
- Xavier Naidoo - 20.000 Meilen SNA Mix (3P / Sony)
- Xavier Naidoo - Sie ist nicht von dieser Welt SNA Mix (3P / Sony)
- Xavier Naidoo - Wen hast Du am liebsten? SNA Remix (3P)
- Xavier Naidoo - Eigentlich gut SNA Remix (3P / Sony)
- Xavier Naidoo - Zeilen aus Gold (Sony / BMG)
- Xavier Naidoo - Eigentlich gut SNA Remix (3P / Sony)
- Xavier Naidoo - Zeilen aus Gold (Sony / BMG)
- DjSherry & Petey Pablo - Shhh... Be Quiet (YARADAentertainment)
- Dj Sherry - Armed & Dangerous (YARADAentertainment)
- Dj Sherry Ft Ms Tonay - 937 (YARADAentertainment)
- Aisha & Dj Sherry - Bam Bam (YARADAentertainment)
- Petey Pablo & Dj Sherry - Copilot (YARADAentertainment)